# Automobiles Rally
La Automobiles Rally è stata una casa automobilistica francese attiva dal 1921 al 1933.

## Storia

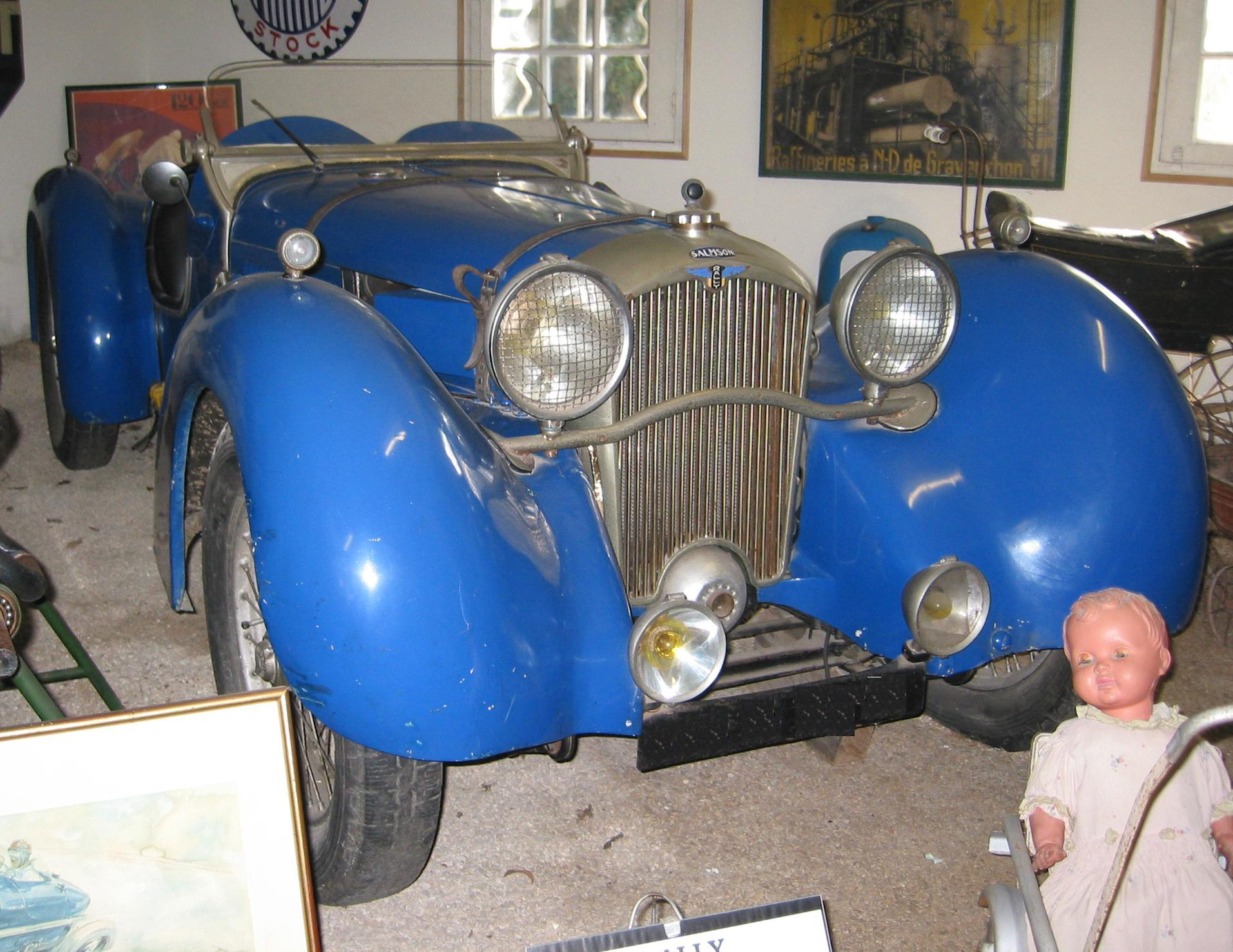
Una Rally NC del 1931

L'azienda venne fondata da Eugène Affovard Asnière con sede operativa a Colombes, un sobborgo di Parigi. Fin da subito, questo costruttore orientò la sua produzione nel segmento delle cyclecar, un settore che nel primo dopoguerra stava prendendo piede in quanto conciliava il desiderio di molti appassionati di cimentarsi nelle gare con la relativa economia nell'acquisto e nella manutenzione di questo genere di vetture. La prima vettura a marchio Rally fu una cyclecar dotata di motore V2 motociclistico Harley-Davidson da 989 cm³. Come spesso accadeva anche presso altri costruttori di cyclecars dell'epoca, motori e trasmissioni erano forniti da altri costruttori, sia di vetture finite che di soli motori e/o altri organi meccanici.
Al Salone di Parigi del 1926 venne presentato il modello Grand Sport, equipaggiato con un motore Chapuis-Dornier da 1093 cm³ sovralimentato mediante compressore volumetrico ed in grado di erogare fino a 70 CV di potenza massima, per una velocità massima di 180 km/h, un dato notevole per quell'epoca. Il cambio era a 3 marce. Nel 1927 fu la volta del modello ABC, equipaggiato con motori da 1093, 1170 e 1494 cm³, abbinabili a richiesta al compressore volumetrico e basato su un telaio disponibile in due varianti di passo, ossia da 2,3 o 2,5 metri. Tale modello fu molto utilizzato anche nelle competizioni, ma si dimostrò sovente piuttosto delicato come telaio e meccanica.
La ABC venne sostituita nel 1930 dal modello N, più robusto e disponibile in un'unica motorizzazione da 1,3 litri di origine Salmson e caratterizzata dalla distribuzione di tipo bialbero. Oltre a ciò, la vettura venne dotata di cambio a 4 marce. Quando la Salmson cessò la sua attività sportiva, il logo di questo costruttore cominciò ad apparire anche sulle vetture Rally motorizzate dalla casa di Boulogne-Billancourt. In questo modo la Salmson riuscì a garantirsi un po' di pubblicità. La N fu disponibile in due varianti di potenza: una terza variante equipaggiata con un motore da 1,5 litri di origine S.C.A.P. venne realizzata, ma rimase allo stadio di prototipo. Un altro motore da 1,5 litri, stavolta di origine Salmson, fu montato sotto il cofano dell'ultima Rally prodotta, ossia la N15, presentata al Salone di Parigi del 1932 e commercializzata parallelamente alla N.
La produzione della Rally terminò nel 1933 a causa delle difficoltà finanziarie insorte con l'arrivo della Grande depressione.

## Attività sportiva

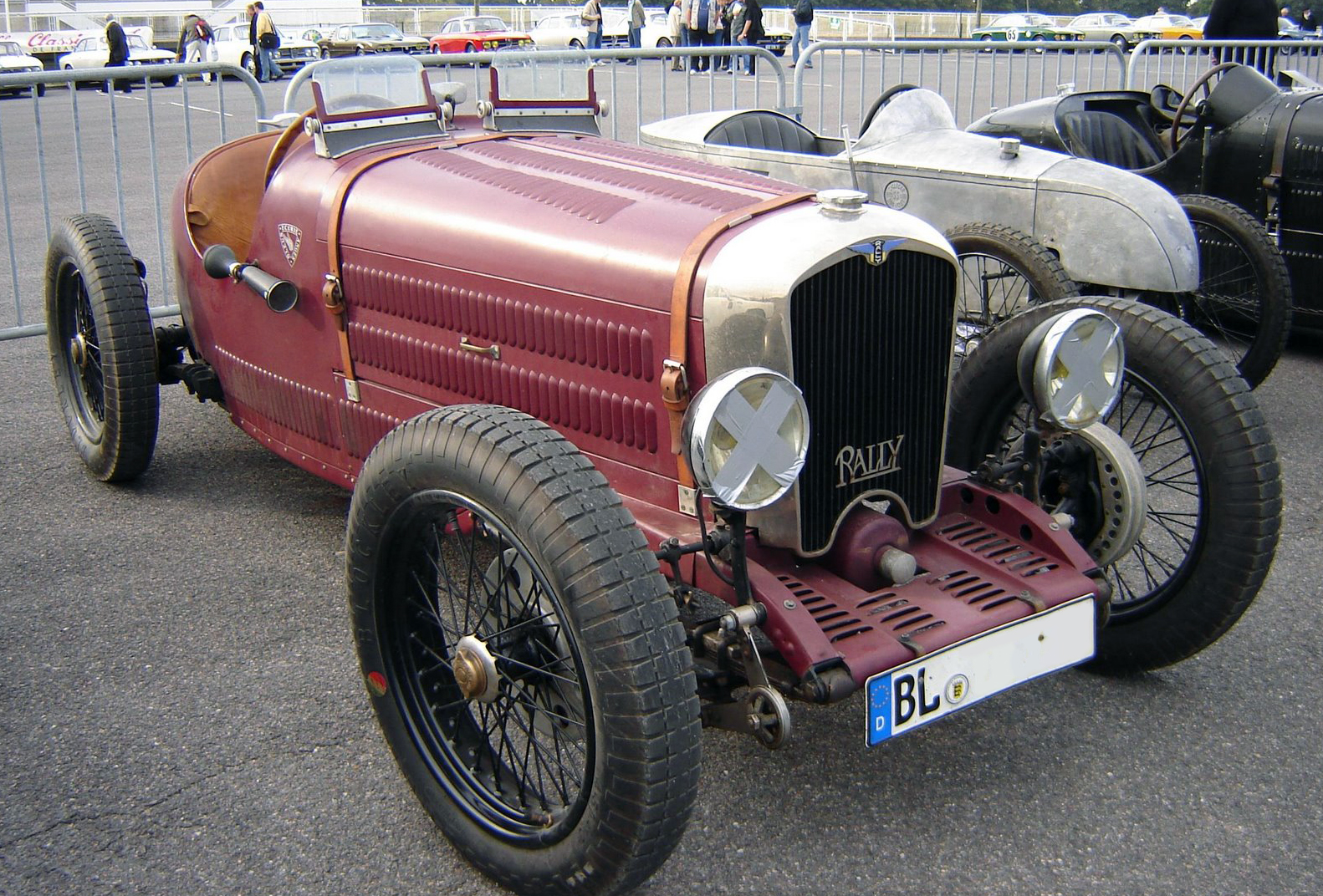
Una Rally NCP del 1933

L'attività sportiva della Automobiles Rally si protrasse durante tutti gli anni '20 del XX secolo, con alcuni risultati degni di nota. Vale la pena ricordare che alcuni esemplari vennero motorizzati con altri propulsori nell'ottica del raggiungimento di prestazioni superiori, come ad esempio nel caso di una Rally ABC sotto al cui cofano venne montato un V8 da 2,2 litri di origine Ford. Le Rally ABC parteciparono nel 1932 e nel 1933 alle rispettive edizioni della Mille Miglia, nonché al Gran Premio di San Sebastián, dove giunsero al terzo e al quarto posto. Ma già nel 1929 una ABC giunse terza a Brooklands in occasione della maratona "Double-Twelve", ossia una gara di durata di 24 ore divisa in due spezzoni di 12 ore ciascuno in quanto non era permesso gareggiare durante la notte.
Le Rally N si aggiudicarono le edizioni 1931 e 1932 della 24 Ore di Spa-Francorchamps nella categoria fino a 2 litri. Del 1931 fu anche la vittoria alla cronoscalata La Turbie, mentre nel 1932 va anche citata la vittoria al Criterium international Paris-Nice (in categoria 1,5 litri).